# Клобучар
43° 44′ 31″ N 15° 22′ 56″ E / 43.74194° С; 15.38222° И
Клобучар је ненасељено острвце у хрватском дијелу Јадранског мора. Налази се у Корнатском архипелагу јужно од Густаца, који је од острвцета удаљен око 0,1 km. Дио је Националног парка Корнати. Његова површина износи 0,116 km², док дужина обалске линије износи 1,43 km. Највиши врх је висок 82 m. Грађен је од кречњака и доломита кредне старости. Административно припада општини Муртер-Корнати у Шибенско-книнској жупанији.